# ESVO Tenten
ESVO, een afkorting van Evert Schokker uit Volendam, is een Nederlandse kampeertentenfabriek uit Volendam. Sinds maart 2023 Hofleverancier bij Koninklijke Beschikking.  

## Geschiedenis
Zeilmaker Evert Schokker uit Volendam startte in 1922 zijn eigen bedrijf. In de jaren dertig startte hij zijn zeilmakerij met een extra  handel in onder andere bedrijfskleding en oliën. Na de Tweede Wereldoorlog kwam er een levendige handel in dekzeilen op gang. Deze dekzeilen werden gebruikt voor het afdekken van vrachten op zowel schepen als wagens. Door de komst van dichte containers in het goederenverkeer werd het gebruik van  dekzeilen minder. Schokker richtte zich noodgedwongen op het maken van werkhandschoenen uit jute/katoen voor de Hoogovens in Beverwijk en vanaf 1955 op het vervaardigen van kampeertenten. Na 1960 leverde men die ook onder eigen merk. De handelsnaam veranderde in Evert Schokker Volendam Naamloze Vennootschap, later ESVO BV. In december 1980 veranderde de naam naar de huidige bedrijfsnaam ESVO Campingsport BV. 
Vanaf de jaren zeventig produceerde het bedrijf op grote schaal kampeertenten voor winkels en handelaren in binnen- en buitenland. Door de neergang van de Nederlandse textielindustrie kregen ook de verwerkende productiebedrijven het moeilijk, dit noodzaakte ESVO het personeelsbestand van 45 werknemers in te krimpen. Het bedrijf wist zich door eigen productie, export en een webshop in zowel kampeertenten als tentdoek en outdoorstoffen toch te handhaven.
Website van ESVO tenten
23 maart 2023 ontving Esvo van de Commissaris van Koning, Dhr. Arthur van Dijk, het Koninklijke predicaat 'Hofleverancier'. Deze Koninklijke onderscheiding wordt niet vaak uitgereikt. Het bedrijf moet minstens 100 jaar oud zijn, van onbesproken naam en faam in de regio, zich onderscheiden door kwaliteit, soliditeit en continuïteit en een gezonde financiële huishouding voeren.

## Belangrijke jaren
- 1922: oprichting Zeilmakerij Evert Schokker
- 1955: start met vervaardigen van kampeertenten
- 1960: voeren van eigen label
- 1964: oprichting Evert Schokker N.V.
- 1966: oprichting ESVO NV
- 1980: oprichting Esvo Campingsport BV
- 2022: viering 100-jarig bestaan
- 2023: 23 maart ontvangst Koninklijk Predicaat 'Hofleverancier'